# Kartuziánský klášter (Dolany)
Kartuziánský klášter v Dolanech zvaný též Vallis Josaphat, je zaniklá kartouza, která stávala na návrší v severovýchodní části obce Dolany u Olomouce.

## Historie

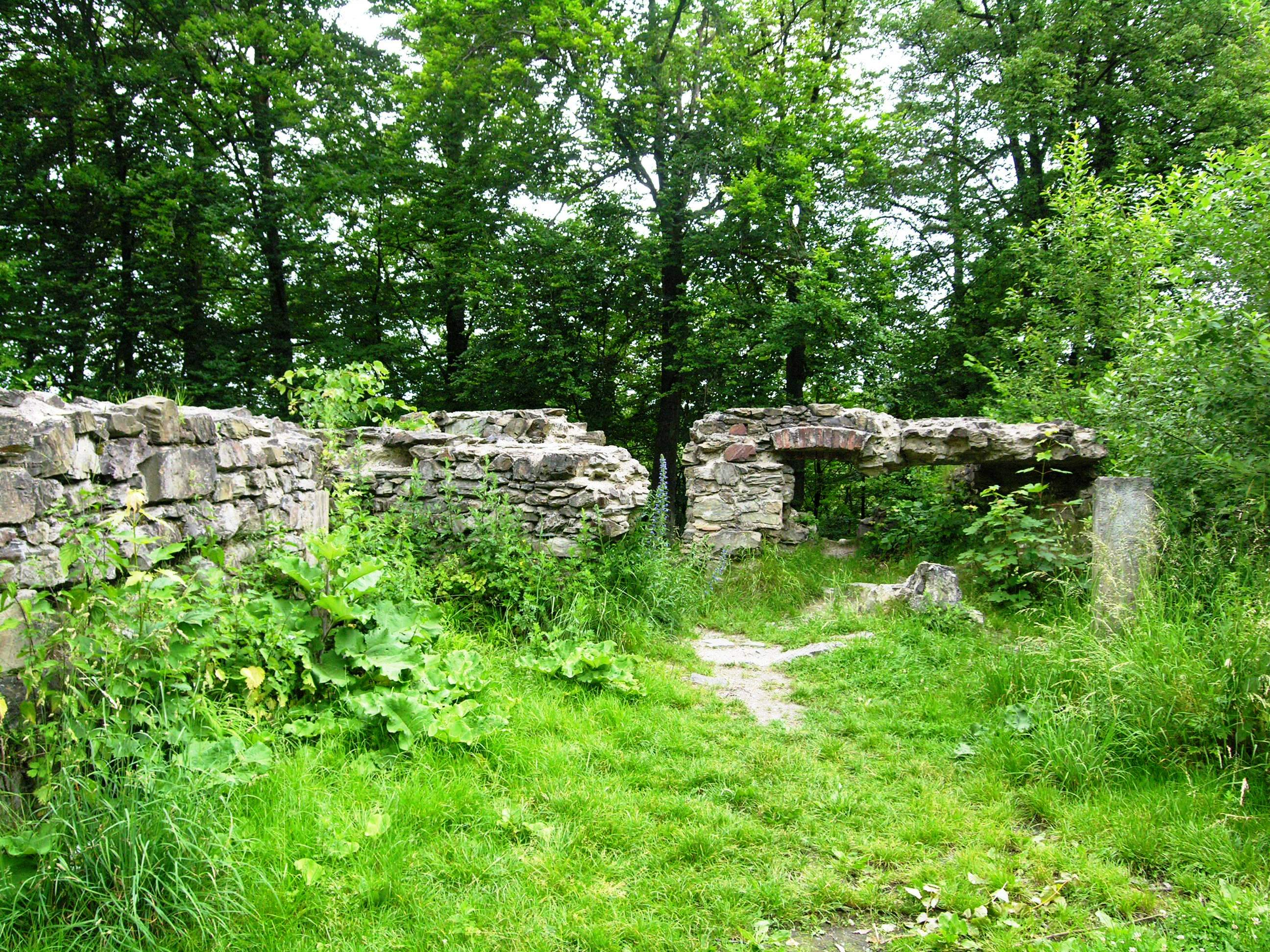
Ruiny dolanského kláštera

Nedostatečné zabezpečení kartouzy Panny Marie v Tržku založené biskupem Albrechtem Alešem ze Šternberka přimělo řeholníky jednat o změně místa. Jako nejvýhodnější se ukázalo přeložit dům od Litomyšle na některý z moravských statků, zvláště když zakladatelův synovec Petr ze Šternberka a brněnský markrabě Jošt přislíbili záměru svou podporu. S jejich pomocí bylo možné začít roku 1389 s výstavbou nové kartouzy v Dolanech.
Přenesení kláštera schválila generální kapitula a poslala dva své převory k posouzení situace a vytyčení nového stavebního místa. Skupina asi tří řeholníků v Tržku zůstala pro případ, že by se jej podařilo udržet a v budoucnu přivést k rozkvětu, ale záhy i ona následovala větší část konventu, vedenou Štěpánem Šramem, na Moravu. Tento Štěpán byl patrně posledním mužským členem starého moravského rodu Šramů, kteří bývali biskupskými many. Pracoval v nové kanceláři mladého krále Václava IV., jejímž představeným byl pražský arcibiskup Jan z Jenštejna. Štěpána s arcibiskupem sbližovala sympatie ke kartuziánskému řádu i snaha o prosazení nového svátku Navštívení Panny Marie, který kartuziáni přijali ještě před jeho oficiálním zveřejněním. Úsilí o obranu církve a obhajoba porušeného řádu věcí Štěpána z Dolan přivedly do tábora odpůrců Husových. Polemická literární činnost, uložená dnes v třech známých spisech, vyplňuje několik desetiletí jeho kartuziánského života.

### Klášterní kostel
Základní kámen dolanského klášterního kostela položil roku 1390 markrabě Jošt a kartouza sama byla, alespoň ve svém základním rozvrhu, dokončena roku 1396, kdy dva sousední převorové vytyčili její klausuru. Bohatství dochovaných architektonických detailů prozrazuje slohové vztahy k brněnské kartouze, další stavbě podporované moravskými markrabaty. Kněžiště kostela provázely po stranách kaple sv. Jeronýma a sakristie, klenební žebra byla malována červenou a zelenou barvou, zatímco omítky byly bílé a okrově žluté. Patrně těsně u přepážky, oddělující chóry otců a bratří, byl ve významné poloze osové pohřben převor Štěpán Šram, ctěný jako druhý zakladatel kartouzy. Cely vytápěla kamna zdobená kachly s rozmanitými reliéfy figurálními – gryfa, orlice, jezdce na koni, Adama a Evy – i rostlinnými.
K Dolanům se vztahuje jeden z významných českých rukopisů konce 14. století, Moralium in Iob papeže Řehoře Velikého, nyní uloženého v knihovně v Herzogenburgu. Nesmírně oblíbené Řehořovo dílo bylo ve středověku takřka nezbytnou součástí klášterních knihoven. Herzogenbuský exemplář napsal Jan z Břehu, mnich z Dolan, původně příslušník rakouské kartouzy v Mauerbachu. Na Moravu přešel roku 1397 a přenesl rukopis, patrně již napsaný, s sebou, spolu s dalšími knihami pro nedávno ustavený klášter. Když roku 1404 zemřel, měly být jeho knihy vráceny mateřskému Mauerbachu. Slohový charakter výzdoby kodexu neukazuje ani na rakouské ani na moravské umělecké prostředí, nýbrž do Prahy. Zjevně byl rukopis, s vynechanými místy pro ilustrace, na sklonku 14. století svěřen pražským malířům. Nejméně 123 rukopisů dolanské provenience chová ve svých sbírkách olomoucká Státní vědecká knihovna, dalších 130 kusů je uloženo jinde.
Knižní bohatství kartouzy v Dolanech paradoxně zachovala nejistota doby husitské, kdy konvent svůj dům opustil a uchýlil se za pevné hradby Olomouce. Roku 1425 se kláštera zmocnili vojáci Dobrše z Tvorkova, kteří jej s pomocí okolních vesničanů přeměnili na opevněnou baštu, z níž ohrožovali sousední Olomouc. Proto také později, roku 1437, měšťané kartouzu koupili a nechali zbořit. To umožnilo novodobým archeologickým vykopávkám rekonstruovat gotické objekty v původním stavu, nezměněné pozdějšími úpravami.